# Brezposelnost

## Vrste brezposelnosti

### Strukturna brezposelnost
Strukturna brezposelnost je posledica neusklajenosti med ponudbo kadrov na trgu delovne sile ter povpraševanjem po njih. Pogosto je vzrok za ta tip brezposelnosti hiter tehnološki razvoj, ki spremeni razmerje iskanih kadrov. Predstavlja največji problem za države, ki se z njo spopadajo, saj je dolgotrajna ter lahko prizadene cele generacije ljudi.

### Dolgotrajna brezposelnost
Zavod RS za zaposlovanje med dolgotrajno brezposelne uvršča tiste osebe, ki so na Zavodu prijavljene eno leto ali več. Zlasti problematična je izrazito dolgotrajna brezposelnost, ko je posameznik brezposeln že več kot dve leti. Težava je v tem, da oseba izgublja stik s trgom dela, izgublja samozavest in je vedno manj socialno vključen. Na prvi pogled se zdi, da so materialne posledice izgube zaposlitve najusodneše, vendar ne smemo spregledati tudi drugih vidikov dolgotrajne brezposelnosti. Redno delo namreč zagotavlja strukturiran urnik učinkovitega preživljanja prostega časa, zagotavljanje socialnih stikov. Večinoma zaposlitev predstavlja širok krog socialnih stikov, nekateri stiki so tako intenzivni, da posegajo v družinsko življenje in preživljanje prostega časa. Izguba zaposlitve pa pomeni prekinitev teh stikov, kar lahko vodi do osamitve in skrajne socialne izključenosti. Pri mladih se posledice dolgotrajne brezposelnosti kažejo predvsem v nizkem socialnem statusu, finančni odvisnosti od staršev, upadu števila zakonskih zvez, socialna nestabilnost in dezintegracija, ki povzroča zlorabo drog in alkohola ter družbeno nesprejemljivo obnašanje.

#### Dolgotrajna brezposelnost v Sloveniji
V letu 2016 so dolgotrajni brezposelni predstavljali največji delež v skupini brezposelnih po posameznih mesecih. Natančneje, največji del predstavljajo tisti, ki so v evidenco vpisani že vsaj 24 mesecev. V zadnjih letih narašča število tistih, ki so na Zavodu prijavljeni že več kot 5 let. Največ je takih dolgotrajno brezposelnih, ki  imajo nedokončano OŠ in so hkrati starejši od 50 let, sledijo invalidi, mladi oz. iskalci prve zaposlitve, najmanj pa je takih s  terciarno izobrazbo. Posledice dolgotrajne brezposelnosti za državo so predvsem širjenje sive ekonomije (delo na črno), izguba davkov za državo, veliko neizkoriščenega delavskega potenciala predstavlja veliko škodo za ekonomijo države.

## Posledice brezposelnosti

### Psihološke posledice brezposelnosti
Stanje brezposelnosti za posameznika predstavlja dražljaj, ki bistveno vpliva  na njegovo vedenje in doživljanje, zato posledično vpliva tudi na njegovo mentalno in telesno zdravje.
Brezposelnost lahko privede do različnih psihosomatskih težav kot so motnje spanja, bolezni želodcain motnje koncentracije. Pri osebah, ki so brezposelne dalj časa, lahko pride do upada samozavesti, kar posledično lahko pripelje do blažjih ali hujših depresivnih stanj. Posledice brezposelnosti so tudi psihosocialne, saj se lahko pri posamezniku močno zniža njegova materialna  in socialna samopodoba, kar posledično vpliva tudi na njegovo nižjo splošno samopodobo. Volja do življenja brezposelnim osebam navadno močno upade, pojavijo pa se stanja negotovosti, notranjega nemiru, izčrpanosti, občutki nesmisla ter strahu pred prihodnostjo. Dlje kot je oseba brezposelna, večje finančne težave ima, socialne interakcije se zmanjšajo, oseba se zato zapira vase in postaja čedalje bolj apatična.
Vsa našteta psihološka stanja, ki nastopijo ob izgubi službe, se pojavljajo v različnih obdobjih brezposelnosti. Skupno jim je, da premo sorazmerno naraščajo s trajanjem posameznikovega obdobja nezaposlenosti. Potrebno pa je vedeti, da omenjene psihološke težave variirajo od osebe do osebe in, da je praktično nemogoče popolnoma natančno napovedati, kako se bo oseba, ki izgubi službo na to odzivala.
Brezposelnost je povezana s povečanim tveganjem za mentalno diagnozo, ne glede na trenutno nacionalno raven brezposelnosti. Brezposelnost mladih je obenem povezana tudi z uporabo drog in alkohola. Študija ugotavlja povečano tveganje za hospitalizacijo zaradi drog in alkohola v skupini mladih brezposelnih. Opozarjajo na previdnejšo interpretacijo, ker skupino mladih brezposelnih <3 mesece predstavljajo posamezniki na prehodu med zaključkom izobraževanja in zaposlitvijo. Socialni in psihološki procesi, ki se spreminjajo glede na kontekst, se razlikujejo med mladimi in starejšimi brezposelnosti. Mladi iščejo zaposlitev, da bi preprečili brezposelnost, posledično je za njih obdobje visoke ravni brezposelnosti bolj stresna (ker so možnosti zaposlitve omejene) Subjektivno doživljanje brezposelnosti se ne spremeni glede na nacionalno (visoko/nizko) raven brezposelnosti.

#### Psihološke značilnosti dolgotrajno brezposelnih
Brezposelnost oz izguba službe je stresen življenjski dogodek. Ima psihološke in fiziološke posledice na posameznika ter spremeni socialne in ekonomske vidike življenja. Kaufman je identificiral najpogostejše psihološke značilnosti, ki so najbolj razlikovale med zaposlenimi in brezposelnimi. To so zmanjšana samozavest, povečana anksioznost, anomija oz. breznormnost, občutki samokrivde in depresija, socialna izolacija, jeza in agresija, delovna inhibicija, deterioracija zadovoljstva z življenjem, izguba kontrole, naučena nemoč, prezgodnja smrt. Na področju fiziološkega vpliva so ugotovili, da je nepričakovana izguba službe pomembno negativno korelirala s fizičnim funkcioniranjem in mentalnim zdravjem, tudi ko so kontrolirali zdravstveni status in socialno ekonomski status. Brezposelni posamezniki večkrat poročajo o fizičnih boleznih in se pritožujejo o zdravju, obenem so se večkrat vključevali  v tvegana vedenja, kot je prekomerno uživanje alkohola. Z izgubo službe se izgubijo tudi določeni socialni kontakti. Ker pride do omejenosti financ se osebe tudi začnejo izogibati socialnim kontaktom bodisi ker jih je sram bodisi ker si ne morejo privoščiti druženja (npr. v dragih restavracijah, na izletih).

#### Psihološki stadiji brezposelnosti
Večina  raziskovalcev, ki so preučevali psihološke vidike brezposelnosti, je odkrilo podobne faze oziroma stadije, ki sledijo, ko oseba izgubi službo. V ugotovitvah različnih avtorjev najdemo določene razlike ter podobnosti. Zaletel (2006)  navaja naslednje psihološke stadije, v katerih se znajde posameznik, ko izgubi službo:
- Šok. Gre za negativno presenečenje nad izgubo službe. Posamezniki se v tej fazi pogosto še ne zavedajo, kaj jih je doletelo.
- Zanikanje. V tej fazi oseba še ni zmožna predelati vseh dražljajev, ki so povezani z izgubo službe;  Oseba ne more verjeti, da se je to zgodtvo jeze, v vse in vsakogar za kar in za kogar meni, da je bil(o) vzrok za njeno izgubo službe.
- Depresija. Nastopi takrat, ko oseba dojame realne posledice izgube zaposlitve. Gre za stanje, v katerem je prevladujoče čustvo brezposelne osebe žalost, ob tem pa oseba izgubi interes za dejavnosti, ki so jo pred izgubo službe veselile in osrečevale.
- Sprejetje in akcija. Faza, v kateri se oseba dokončno sprijazni s stanjem brezposelnosti. V tem stanju dobi nov zagon, novo energijo in željo.[6]

Strokovnjaki trdijo, da je faza sprejetja in akcije najprimernejša za iskanje nove zaposlitve.
Ni nujno, da si zgoraj naštete faze pri vsakem posamezniku sledijo v tem zaporedju. Stabilni naj bi bili predvsem faza Šoka ter faza Sprejetja in akcije. Vse omenjene faze pri različnih posameznikih trajajo različno dolgo. Nekatere osebe določenih faz ne doživijo, kar je odvisno predvsem od stopnje posameznikove resilentnosti (življenjske odpornosti) oziroma sposobnosti spoprijemanja s stresnimi življenjskimi dogodki.

#### Harrisonov cikel brezposelnosti
Harrisonov cikel za razliko od Zaletelovih psiholoških stadijev brezposelnosti, ne vsebuje faze, v kateri se brezposelna oseba sooči s situacijo in aktivno prične iskati novo zaposlitev. Cikel vsebuje naslednje faze:
• Faza šoka
Posameznik brezposelnost doživlja kot krivico in ni sposoben kritičnega odnosa do nastalega položaja. Bolj kot je izguba službe nepričakovana, večji je šok ob izgubi. Pri posamezniku se pojavijo občutja jeze in nemoči.
• Faza optimizma (upanja)
Sledi obdobje optimizma, ko se oseba sprijazni z dejstvom, da je brez zaposlitve in začne aktivno iskati službo. V tej fazi je posameznik poln optimizma glede svoje prihodnosti. Če v fazi optimizma ne pride do zaposlitve, se začne brezposelna oseba vdajati pesimizmu, saj ugotavlja, da ima velike težave pri iskanju dela.
• Faza pesimizma
Do neopaznega prehoda med fazo optimizma in pesimizma pride, v kolikor je oseba brezposelna šest mesecev ali več.  V tej fazi imajo celo najbolj samozavestni in osebnostni močni ljudje zmanjšano upanje glede njihove zaposlitvene prihodnosti. posameznik dvomi o svojih sposobnostih in opaža pomanjkljivosti v svojem poklicnem znanju in ugotavlja negativen odnos delodajalcev do brezposelnih. Z upadanjem samozavesti se pojavijo finančne težave, težave v družini, oseba izgublja stik s socialnim okoljem.
• Faza vdanosti v usodo
Nastopi takrat, ko brezposelnost  traja že tako dolgo, da se oseba vda v usodo in popolnoma izgubi upanje za novo zaposlitev. Postane popolnoma apatična z občutji brezupa. Oseba čedalje bolj pasivno sprejema svoj položaj in zaposlitve ne išče več aktivno. Trajanje posameznih faz se razlikuje glede na spol, starost in poklicno skupino. Posplošen model pa vseeno lahko uporabimo pri večini dolgotrajno brezposelnih.

## Kako ukrepati ob izgubi službe?
• Soočanje 
Izguba službe ne vpliva zgolj na osebo kot posameznika ampak tudi na njegovo najožjo družino. Pri osebi prihaja do sprememb v vedenju, ki je nasičeno predvsem z negativnimi emocijami, vse skupaj pa je povezano s finančnimi skrbmi. V tem primeru se je priporočeno pogovoriti z družino, misli in občutij pa ne zadrževati v sebi. Dobro je, da najbližji družinski člani dobijo realen vpogled v to kako bo brezposelnost vplivala na družino. Za ostale družinske člane bo veliko lažje, če bodo vedeli, da se oseba situacije dobro zaveda in, da je usmerjena v njeno reševanje. 
• Izkoriščanje dodatnega prostega časa za iskanje nove zaposlitve 
V kolikor oseba izgubi službo, naenkrat pridobi  ogromno dodatnega časa . Usmerjanje tega dodatnega časa v gospodinjska in hišna opravila ni priporočljivo, saj oseba s tem ne pripomore k lastni vrnitvi v delovno rutino. Dejstvo je, da je v  iskanje nove zaposlitve potrebno stopiti v čim krajšem možnem času, ker s trajanjem brezposelnosti posamezniku upada motivacija za iskanje, obenem pa se delodajalci slabše odzivajo na časovno daljšo brezposelnost.
• Vztrajanje v delovni rutini, kljub brezposelnosti 
Dan brezposelnega naj poteka podobno kot običajen dan na delovnem mestu. Jutranje vstajanje naj bo identično kot običajno vstajanje za v službo. Oseba naj dela v smeri iskanja nove zaposlitve toliko časa, kolikor traja delovni dan, tj. običajno osem ur.  S tem brezposelni posameznik ostaja v delovni rutini, s čimer se mu povečajo tudi možnosti pridobitve nove zaposlitve.
• Vzdrževanje socialnih stikov 
Z izgubo zaposlitve, oseba izgubi  tudi določen del vsakdanjih socialnih stikov. Priporočeno je, da poskuša te stike  vzdrževati ter, da se na splošno trudi biti v družbi, ker je vsako poznanstvo lahko potencialna vstopnica do zaposlitve, ob enem pa druženje z znanci in prijatelji na ljudi  vpliva pomirjevalno, kar je v stresnem obdobju brezposelnosti vselej pomembno. 
• Priprava urnika aktivnosti 
Čas je v situaciji brez dela smiselno nameniti  pisanju življenjepisa ter zaposlitvenim prijavam. Bolj kot je iskanje nove zaposlitve sistematično in strukturirano, več je možnosti za hitrejšo pridobitev  nove zaposlitve.